# 黑斑刀海龍
黑斑刀海龍（学名：Solegnathus lettiensis），為輻鰭魚綱棘背魚目海龍魚科的其中一種，該物種分布於印尼及西澳大利亞海域，棲息深度146-180公尺，生活於大陸坡。